# Pseudoclimaciella alberti
Pseudoclimaciella alberti is een insect uit de familie van de Mantispidae, die tot de orde netvleugeligen (Neuroptera) behoort. 
Pseudoclimaciella alberti is voor het eerst wetenschappelijk beschreven door Navás in 1936.